# Tipula (Platytipula) luteipennis mediolobata
Tipula (Platytipula) luteipennis mediolobata is een ondersoort van de tweevleugelige Tipula (Platytipula) luteipennis uit de familie langpootmuggen (Tipulidae). De ondersoort komt voor in het Palearctisch gebied.